# Action à distance
Ne doit pas être confondu avec Action (physique).
En physique, une action à distance est un concept selon lequel un objet peut être affecté sans être physiquement touché par un autre objet (comme il le serait lors d'un contact mécanique). Il s'agit donc d'une interaction non locale entre des objets séparés dans l'espace. Les forces sans contact sont des actions à distance affectant spécifiquement le mouvement d'un objet.
Ce terme est souvent utilisé dans le contexte des premières théories de la gravitation et de l'électromagnétisme, afin de décrire comment un objet réagit à l'influence d'autres objets distants. Par exemple, la loi de Coulomb de l'électrostatique et la loi de la gravitation universelle de Newton sont des lois d'action à distance.
Plus généralement, « l'action à distance » décrit l'échec des premières théories atomistiques et mécanistes  qui cherchaient à ramener toute interaction physique à la collision. L'exploration et la résolution de ce phénomène problématique ont conduit à des développements significatifs en physique, depuis le concept de champ, jusqu'aux descriptions de l'intrication quantique et des particules médiatrices des interactions dans le modèle standard.

## Électricité et magnétisme
Le philosophe Guillaume d'Ockham avait discuté de l'action à distance lorsqu'il expliquait le magnétisme et la capacité du Soleil à chauffer l'atmosphère terrestre sans affecter l'espace intermédiaire.
Les efforts pour rendre compte de l'action à distance dans la théorie de l'électromagnétisme ont conduit au développement du concept de champ qui sert d'intermédiaire pour les interactions entre les courants et les charges à travers l'espace vide. D'après la théorie des champs, l'interaction électrostatique de Coulomb entre des particules chargées s'explique par le fait que les charges produisent autour d'elles un champ électrique que d'autres charges ressentent comme une force. Maxwell a abordé le sujet de l'action à distance dans le chapitre 23 de son Treatise on Electricity and Magnetism en 1873, où il commence par réexaminer l'explication de la formule d'Ampère donnée par Gauss et Weber. À la page 437, il indique l'aversion des physiciens pour l'action à distance. En 1845, Gauss avait écrit à Weber pour lui signifier qu'il désirait « une action, non pas instantanée, mais qui se propage dans le temps d'une manière similaire à celle de la lumière ». Cette aspiration a été développée par Maxwell avec la théorie d'un champ électromagnétique décrit par les équations de Maxwell. Ces dernières utilisent le champ pour rendre compte avec élégance de toutes les interactions électromagnétiques, et elles incluent dorénavant la lumière (qui, jusque-là, n'avait été considérée que comme un phénomène apparenté). Dans la théorie de Maxwell, le champ est une entité physique à part entière, qui transporte une quantité de mouvement et de l'énergie à travers l'espace. L'action à distance n'est que l'effet apparent des interactions locales des charges avec le champ environnant.
Plus tard, l'électrodynamique a été décrite sans l'aide des champs (dans l'espace de Minkowski) comme étant l'interaction directe de particules avec des vecteurs de séparation de genre lumière[Information douteuse]. Cela a débouché sur l'intégrale d'action de Fokker-Tetrode-Schwarzschild. Ce type de théorie électrodynamique est souvent appelée « interaction directe » pour la distinguer des théories des champs pour lesquels l'action à distance est modélisée par un champ localisé (dans le sens où sa dynamique est déterminée par les paramètres du champ à proximité de l'interaction). Cette description de l'électrodynamique, contrairement à la théorie de Maxwell, explique l'apparence de l'action à distance non pas en postulant une entité intermédiaire (un champ) mais en faisant appel à la géométrie naturelle de la relativité restreinte.
L'électrodynamique à interaction directe est explicitement symétrique dans le temps et évite la prédiction d'une énergie infinie du champ entourant immédiatement les particules ponctuelles. Feynman et Wheeler ont montré qu'elle pouvait rendre compte du rayonnement et de l'amortissement radiatif (ce qui avait été considéré comme une évidence robuste de l'existence indépendante du champ). Cependant, diverses preuves, à commencer par celle de Dirac, ont montré que les théories de l'interaction directe (sous des hypothèses raisonnables) ne permettent pas les formulations lagrangienne ou hamiltonienne (que l'on appelle des théorèmes de non-interaction). La mesure et la description théorique du décalage de Lamb sont également significatives, et elles suggèrent fortement que les particules chargées interagissent avec leur propre champ. Les champs, à cause de ces difficultés, ainsi que d'autres, ont été élevés au rang d'opérateurs fondamentaux dans la théorie quantique des champs. Pour ces raisons, la physique moderne a donc largement abandonné la théorie de l'interaction directe.

## La gravité

### Newton
La théorie classique de la gravitation de Newton n'offrait aucune possibilité qui aurait pu permettre d'identifier un quelconque médiateur de l'interaction gravitationnelle. Newton supposait que la gravitation agissait instantanément, quelle que soit la distance entre les objets. Les observations faites par Kepler ont fourni des preuves solides que le moment cinétique se conservait au cours du mouvement des planètes. (La preuve mathématique n'est valable que dans le cas d'une géométrie euclidienne.) La gravité est également connue pour être une force d'attraction entre deux objets en raison de leur masse.

Sur le plan de la physique newtonienne, l'action à distance peut être considérée comme « un phénomène dans lequel un changement des propriétés intrinsèques d'un système induit un changement des propriétés intrinsèques d'un système distant, indépendamment de l'influence de tout autre système sur le système distant, et sans qu'il y ait de processus pour transporter cette influence de manière contiguë dans l'espace et dans le temps » (Berkovitz 2008).

« It is inconceivable that inanimate Matter should, without the Mediation of something else, which is not material, operate upon, and affect other matter without mutual Contact…That Gravity should be innate, inherent and essential to Matter, so that one body may act upon another at a distance thro' a Vacuum, without the Mediation of any thing else, by and through which their Action and Force may be conveyed from one to another, is to me so great an Absurdity that I believe no Man who has in philosophical Matters a competent Faculty of thinking can ever fall into it. Gravity must be caused by an Agent acting constantly according to certain laws; but whether this Agent be material or immaterial, I have left to the Consideration of my readers. »

— Isaac Newton, Letters to Bentley, 1692/3
En français :

« Il est inconcevable que la matière inanimée puisse, sans la médiation par quelque chose d’autre qui ne soit pas matériel, agir sur une autre matière et l’affecter sans contact réciproque… Que la gravité puisse être innée, inhérente et essentielle à la matière, de sorte qu’un corps puisse agir sur un autre à distance à travers le vide, sans la médiation de quoi que ce soit d'autre qui puisse transmettre leur action et leur force de l'un à l'autre, est pour moi d’une telle absurdité que je pense qu’aucun homme ayant une faculté de penser compétente en matière de philosophie ne peut jamais y croire. La gravité doit être causée par un agent qui agit en permanence selon certaines lois ; mais que cet agent soit matériel ou immatériel, je laisse cela à la considération de mes lecteurs. »

— Isaac Newton, Letters to Bentley, 1692/3
Une question du même ordre, soulevée par Ernst Mach, était de savoir comment les corps en rotation sur eux-mêmes déterminent la taille de leur renflement à l'équateur. Il semble que cela nécessite une action à distance de la matière lointaine, informant l'objet en rotation de l'état dans lequel se trouve l'univers. Einstein a inventé le terme principe de Mach pour cette question.
Plusieurs auteurs ont tenté de clarifier les aspects de l'action à distance et l'implication de Dieu sur la base d'investigations textuelles, principalement à partir des Philosophiæ naturalis principia mathematica, de la correspondance de Newton avec Richard Bentley (1692/93) et des « requêtes » que Newton a introduit à la fin de son livre Opticks dans les trois premières éditions (entre 1704 et 1721).
Andrew Janiak, dans « Newton as philosopher », considère que Newton niait que la gravité puisse être essentielle à la matière, qu'il rejetait l'action directe à distance et qu'il rejetait également l'idée d'une substance matérielle. Mais Newton était d'accord, selon Janiak, avec un éther immatériel, que Newton identifiait à Dieu lui-même : « Newton pensait évidemment que Dieu pourrait être le « milieu immatériel » sous-jacent à toutes les interactions gravitationnelles entre les corps matériels. »
Steffen Ducheyne, dans « Newton on Action at a Distance », considère que Newton n'avait jamais accepté l'action directe à distance, mais uniquement l'intervention matérielle ou la substance immatérielle.
Hylarie Kochiras, dans « Gravity and Newton's substance counting problem », soutient que Newton était enclin à rejeter l'action directe, donnant la priorité à l'hypothèse d'un environnement intangible. Mais lors de ses moments spéculatifs, Newton allait et venait entre l'acceptation et le rejet de l'action directe à distance. Newton, selon Kochiras, affirmait que Dieu était un omniprésent virtuel, que la force (l'agent) devait subsister en substance, et que Dieu était substantiellement omniprésent, ce qui se traduit par une prémisse cachée : le principe de l'action locale.
Eric Schliesser, dans « Newton's substance monism, remote action, and the nature of Newton's Empirism », propose que Newton ne refusait pas catégoriquement l'idée que la matière puisse être active, et avait donc accepté la possibilité d'une action directe à distance. Newton affirmait l'omniprésence virtuelle de Dieu en plus de son omniprésence substantielle.
John Henry, dans « Gravity and De gravitatione: The Development of Newton's Ideas on Action at a Distance », considère également que l'action directe à distance n'était pas inconcevable pour Newton, rejetant l'idée que la gravité puisse être expliquée par de la matière subtile, acceptant l'idée d'un Dieu tout-puissant et rejetant l'attraction épicurien.
Pour plus de détails, voir Ducheyne, S. « Newton on Action at a Distance ». Journal of the History of Philosophy vol. 52.4 (2014): 675–702.

### Einstein
D'après la théorie de la relativité restreinte d'Albert Einstein, l'action instantanée à distance viole la limite supérieure de la vitesse de propagation de l'information. Si un des deux objets en interaction venait à être soudainement déplacé de sa position, l'autre objet ressentirait son influence instantanément, ce qui signifierait que l'information aurait été transmise plus rapidement que la vitesse de la lumière[réf. nécessaire].
L'une des conditions que doit remplir une théorie relativiste de la gravitation est que l'effet de la gravité se transmette avec une vitesse qui ne dépasse pas la vitesse de la lumière c dans le vide. Au vu des succès de l'électrodynamique de l'époque, il était prévisible que la théorie relativiste de la gravitation devrait utiliser le concept de champ, ou quelque chose de similaire[réf. nécessaire].
C'est ce qu'a réalisé la théorie de la relativité générale d'Einstein, dans laquelle l'interaction gravitationnelle est induite par la déformation de la géométrie de l'espace-temps. La matière déforme la géométrie de l'espace-temps et ces effets, comme dans le cas des champs électriques et magnétiques, se propagent à la vitesse de la lumière. D'un point de vue mathématique, en présence de matière, l'espace-temps devient non euclidien, solutionnant le conflit apparent entre la preuve de Newton concernant la conservation du moment cinétique et la théorie de la relativité restreinte d'Einstein[réf. nécessaire].
La question de Mach relative au renflement des corps en rotation est également résolue si l'on considère que c'est la géométrie spatio-temporelle locale qui informe un corps en rotation sur l'état du reste de l'univers. Dans la théorie du mouvement de Newton, l'espace agit sur les objets, mais n'est pas lui-même sollicité. Dans la théorie du mouvement d'Einstein, la matière agit sur la géométrie de l'espace-temps, en la déformant, et la géométrie de l'espace-temps, en retour, agit sur la matière, en affectant le comportement des géodésiques[réf. nécessaire].
En conséquence, et contrairement à la théorie classique, la relativité générale prédit qu'une masse subissant une accélération émet des ondes gravitationnelles, c'est-à-dire des perturbations de la courbure de l'espace-temps, qui se propagent vers l'extérieur à la vitesse de la lumière. Leur existence (comme de nombreux autres aspects de la relativité) a été confirmée expérimentalement par des astronomes, notamment lors de la détection directe d'ondes gravitationnelles provenant de la fusion de trous noirs lorsqu'elles ont traversé l'Observatoire d'ondes gravitationnelles par interférométrie laser (en anglais : Laser Interferometer Gravitational-Wave Observatory, ou LIGO) en 2015.

## Mécanique quantique
Depuis le début du XXe siècle, la mécanique quantique a posé de nouveaux défis à l'idée que les processus physiques devaient obéir au principe de localité. La question de savoir si l'intrication quantique devait compter comme une action à distance dépend de la nature de la fonction d'onde et de la décohérence. Ces questions font encore l'objet d'un débat considérable parmi les scientifiques et les philosophes.
Un exemple important de ce débat est né avec Einstein, qui, avec Boris Podolsky et Nathan Rosen, contestait l'idée que la mécanique quantique puisse offrir une description complète de la réalité, et proposaient une expérience de pensée impliquant une paire intriquée d'observables avec des opérateurs qui ne commutent pas (par exemple la position et la quantité de mouvement).
Cette expérience de pensée, que l'on connait aujourd'hui sous le nom de paradoxe EPR, repose sur le principe de localité. Une présentation courante du paradoxe est la suivante : soit deux particules qui interagissent, puis s'éloignent dans des directions opposées. Même lorsque les particules se trouvent si éloignées l'une de l'autre que toute interaction classique serait devenu impossible (voir le principe de localité ), certaines mesures d'une des deux particules permettent de déterminer le résultat des mesures correspondantes de l'autre particule.
À la suite de l'article présentant le paradoxe EPR, plusieurs scientifiques tels que de Broglie ont étudié les théories des variables cachées locales. Dans les années 1960, John Bell a dérivé une inégalité qui indiquait une différence testable entre les prédictions de la mécanique quantique et celles des théories des variables cachées locales. À ce jour, toutes les expériences qui ont testé les inégalités de Bell dans des situations analogues à celles de l'expérience de pensée de type EPR ont abouti à des résultats en accord avec les prédictions de la mécanique quantique, suggérant que les théories des variables cachées locales pouvaient être éliminées. Que ceci soit interprété ou non comme une preuve de non-localité (en) dépend de l'interprétation de la mécanique quantique à laquelle on adhère.
Les interprétations de la mécanique quantique diffèrent dans leur prédiction concernant les expériences de type EPR. L'interprétation de Bohm donne une explication basée sur des variables cachées non locales pour les corrélations que l'on observe dans l'intrication quantique. De nombreux partisans de l'interprétation des mondes multiples soutiennent qu'elle peut expliquer ces corrélations d'une manière qui ne nécessite pas de violation de localité, en permettant aux mesures d'avoir des résultats non uniques.
Si « l'action » est définie comme étant une force, un travail physique ou une information, alors il faut indiquer clairement que l'intrication ne peut pas communiquer l'action entre deux particules intriquées (l'inquiétude d'Einstein concernant « l'action effrayante à distance » ne viole donc pas vraiment la relativité restreinte )[réf. nécessaire]. Ce qui se passe dans l'intrication, est qu'une mesure sur une particule intriquée donne un résultat aléatoire. Ensuite, une mesure ultérieure sur une autre particule dans le même état quantique intriqué (partagé) doit toujours donner une valeur corrélée avec la première mesure. Puisque aucune force, ni travail ni information n'est communiquée (la première mesure étant aléatoire), la limite de la vitesse de la lumière ne s'applique pas (voir les expériences d'intrication quantique et de test des inégalités de Bell). Dans l'interprétation standard de Copenhague, comme il a été discuté ci-dessus, l'intrication démontre un véritable effet non local (en) de la mécanique quantique, mais ne communique pas d'informations, qu'elles soient quantiques ou classiques.